# Nomisia harpax
Nomisia harpax är en spindelart som först beskrevs av O. Pickard-Cambridge 1874.  Nomisia harpax ingår i släktet Nomisia och familjen plattbuksspindlar. Inga underarter finns listade i Catalogue of Life.